# Giày thủy tinh
Giày thủy tinh (tiếng Hàn: 유리구두; Romaja: Yuri Gudu, tựa tiếng Anh: Glass Slippers) là một bộ phim truyền hình nổi tiếng và rất ăn khách của truyền hình Hàn Quốc, ra mắt khán giả vào năm 2002 với sự tham gia của Kim Hyun-joo, Kim Ji-ho, Han Jae-suk, So Ji-sub.

## Nội dung
Cô bé 6 tuổi Yoon-hee và chị gái Tae-hee sống chung với cha của họ. Mẹ họ mất sau khi sinh Yoon-hee. Nhiều năm chật vật, người cha qua đời vì một căn bệnh máu trắng. Họ đành phải đã tìm ông nội, hiện đang là chủ tịch tập đoàn Jae-ha, từng từ mặt cha họ vì không chấp nhận mẹ của họ. Tại ga tàu, họ bị cướp bởi nhóm xã hội đen. Tae-hee vì đuổi theo chúng, đã không biết Yoon-hee chạy theo và bị xe tải gia đình Oh đâm vào. Tae-hee bị xã hội đen đánh và được cứu bởi cậu bé Jae-hyuk. Cả hai gặp ông nội Tae-hee, nhờ ông tìm Yoon-hee trong tuyệt vọng mà không biết cô bé bị mất trí nhớ và dọn đi cùng nhà Oh. Dựa vào chữ khắc trên nhẫn của mẹ, Yoon-hee cho rằng tên mình là "Sun-woo" và sống với thân phận này.
15 năm sau, Tae-hee làm việc tại tập đoàn Jae-ha và có quan hệ tình cảm với Jae-hyuk, đồng nghiệp cũng là người cô yêu mến từ nhỏ (Tae-hee không biết đây là kế hoạch của Jae-hyuk để báo thù ông nội cô, người đã gián tiếp gây ra cái chết của ông anh khi còn nhỏ). Còn Sun-woo lớn lên trong gia đình Oh và thường xuyên bị ngược đãi (đặc biệt là Seung-hee, con gái bà Oh). Cô suýt bị cha dượng Seung-hee cưỡng ép nên bị bà Oh đuổi khỏi nhà. Chul-woong, người Seung-hee yêu thích có tình cảm với Sun-woo nên để cô ở nhà của mình. Tae-hee không ngừng tìm em gái, cô đến địa chỉ mới của nhà Oh và gặp Seung-hee đang đeo chiếc nhẫn của Sun-woo (chính là nhẫn của mẹ Tae-hee). Biết được Sun-woo là người em Tae-hee tìm kiếm, Seung-hee đã mạo danh để sống trong nhà họ Kim giàu có. Tae-hee yêu chiều em, tuy nhiên ông nội cô cảnh giác với Seung-hee ngay từ đầu. Ông nghe được cuộc nói chuyện trên điện thoại của Seung-hee với mẹ và vạch trần âm mưu chiếm đoạt tài sản của cô. Nhưng Seung-hee nói dối rằng Yoon-hee thật bị mất trí nhớ và trốn khỏi nhà cô từ lâu. Ông đau khổ nhưng đành giữ bí mật để Tae-hee không bị tổn thương.
Tình cờ, Sun-woo tìm được công việc trong tập đoàn Jae-ha, cô thường xuyên gặp Tae-hee và ông nội. Họ quý mến Sun-woo, đến khi Jae-hyuk dần yêu Sun-woo và chia tay với Tae-hee. Anh từ bỏ kế hoạch trả thù, định cùng Sun-woo chung sống ở nơi khác, nhưng ông nội biết được nên đã nhốt Jae-hyuk vào tù. Anh được Tae-hee bảo lãnh ngay sau đó. Không thể tha thứ cho ông, Jae-hyuk đành chấm dứt với Sun-woo và đính hôn với Tae-hee. Sun-woo dọn ra khỏi nhà Chul-woong, sau đó thường xuyên đổ bệnh. Cô bị chẩn đoán mắc bệnh máu trắng, chỉ được cứu nếu người thân hiến tặng tủy phù hợp. Vì không biết người thân là ai nên cô đành chịu thua số phận và dành thời gian còn lại bên Chul-woong. Trong khi đó, ông nội Tae-hee nhờ tài xế là cha của Chul-woong, giúp ông tìm cháu gái mất tích. Sau khi điều tra từ cha dượng Seung-hee, cha Chul-woong nói với ông rằng cháu nội ông chính là Sun-woo, người vừa bị ông đuổi việc vì Tae-hee và Jae-hyuk. Vô cùng ân hận, ông sai tài xế chở đến gặp Sun-woo, không may gặp tai nạn. Ông qua đời còn cha Chul-woong bị hôn mê. Seung-hee mua chuộc cha dượng giữ im lặng, khiến ông và vợ cảm thấy có lỗi. Jae-hyuk còn rất yêu Sun-woo nên giúp cô chi trả viện phí, đồng thời tìm chứng cứ vạch mặt Seung-hee. Một lần chăm Sun-woo ở viện, anh gặp cha dượng Seung-hee. Được ông kể toàn bộ chân tướng, anh nhanh chóng nói với Tae-hee. Sun-woo nằm mơ thấy cha, kèm theo kỉ niệm từng có với cha và chị ở ngôi nhà cũ. Cô tỉnh dậy thì gặp Tae-hee, hai chị em ôm nhau khóc sụt sùi. Tae-hee đuổi Seung-hee ra khỏi nhà rồi hiến tủy để cứu Sun-woo. Sun-woo tha thứ cho ông bà Oh nhưng Seung-hee càng oán hận cô.
Sun-woo dần bình phục. Jae-hyuk vẫn giữ tình bạn với Tae-hee và cố gắng quay lại với Sun-woo. Dù yêu Jae-hyuk, Sun-woo quan tâm đến chị mình nên từ chối anh và chấp nhận lời cầu hôn của Chul-woong. Trước ngày cưới, Seung-hee thuê xã hội đen bắt cóc Sun-woo. Để bảo vệ Sun-woo, Chul-woong đánh nhau với bọn xã hội đen và bị đâm, do đó chết trong vòng tay và nước mắt của Sun-woo. Cuối phim, Seung-hee vào tù; Jae-hyuk chuẩn bị đi Mỹ để quên Sun-woo, anh tự nhủ mình rất cảm kích vì được giữ hình ảnh cô trong tim. Khi này, Sun-woo xuất hiện ở sân bay và nói tạm biệt Jae-hyuk. Phim kết thúc mở về mối quan hệ của hai người.

## Diễn viên
- Kim Hyun-joo vai Kim Yoon-hee/Lee Sun-woo
  - Ha Seung-ri vai Yoon-hee (lúc nhỏ)
- Kim Ji-ho vai Kim Tae-hee, chị gái của Yoon-hee/Sun-woo
  - Kang Bo-kyung vai Tae-hee (lúc nhỏ)
- Han Jae-suk vai Jang Jae-hyuk, đính hôn với Tae-hee nhưng yêu Sun-woo
  - Choi Woo-hyuk vai Jae-hyuk (lúc nhỏ)
- So Ji-sub vai Park Chul-woong, được Seung-hee mến mộ nhưng yêu Sun-woo
- Kim Min-sun vai Woo Seung-hee, vai phản diện
  - Park Eun-bin vai Seung-hee (lúc nhỏ)
- Kim Jung-hwa vai Park Yeon-woong, em gái Chul-woong
- Baek Il-seob vai Chủ tịch Kim Pil-joong, ông nội của Tae-hee và Yoon-hee/Sun-woo
- Ha Jae-young vai Kim Hyun Ho, cha của Tae-hee và Yoon-hee/Sun-woo
- Kim Chung-ryeol vai Yeon Seo-jeon, em họ của Tae-hee và Yoon-hee/Sun-woo
  - Shin Tae-hoon vai Seo-joon (lúc nhỏ)
- Lee Hee-do vai Hwang Kuk-do, cha dượng Seung-hee
- Song Ok-sook vai Oh Kim-sun, mẹ của Seung-hee
- Kim Chung vai Kim Hyun-ja, mẹ của Seo-joon
- Hyun Suk vai Park Kwi Joong, tài xế chủ tịch Kim, cha của Chul-woong và Yeon-woong
- Son Young-joon vai Oh Han Young, trợ lý của Jae Hyuk
- Lee Ki-young vai Lee In Soo, trùm xã hội đen
- Sung Dong-il vai Mr. Can, trợ lý của nhóm xã hội đen
- Kim Hyung-jong vai Soo Tak, bạn của Chul-woong
- Seo Hyun-ki

## Ca khúc trong phim
CD 1:
1. Nuh Eh Ge Ro Ga Neun Gil – Kim Ji-woo
2. Go Baek Hal Gge – Jia
3. Nuh Reul Ji Kyuh Jool Gguh Ya – Lee Jong-won (CAN)
4. For Your Love – Jang Hye-jin
5. Help Me Love – Park Wan-kyu
6. Bi Sang Ji Ah – Park Wan-kyu
7. Gloomy Sunday – Jeon Seung-woo & Park Chae-won
8. Suh Toon Go Baek – Kim Jin-woo
9. Je Bal.. – Kim Jin-woo
10. Nuh Reul Ji Kyuh Jool Gguh Ya (Piano Version)
11. Mun Gil (Guitar Version)
12. Tears (Piano Version)
13. Bin Deul Eh Suh (Piano Version)
14. Nuh Reul Bo Naen Sae Byuk (Chorus Version)
15. Byul He Neun Bam (Harmonica Version)

CD 2:
1. Nuh Wa Ham Gge (Piano Version)
2. Yak Sok (Piano & Guitar Version)
3. Pa Ran Mi So (Guitar Version)
4. Nae Ahn Eh Nuh (Guitar Version)
5. Do Shi Eh Ah Chim (Piano Version)
6. Uh Rin Shi Jul (Piano Version)
7. Mun Gil (Piano Version)
8. Tears (Guitar Version)
9. Nuh Reul Ji Kyuh Jool Gguh Ya (Violin Version)
10. Nuh Wa Ham Gge (Guitar Version)
11. Yak Sok (Piano Version)
12. Byul He Neun Bam (Piano Version)
13. Bin Deul Eh Suh (Guitar Version)
14. Uh Rin Shi Jul (Piano Version)
15. Sae Ro Oon Shi Jak (Guitar Version)
16. Tears (Guitar Version)
17. Pa Ran Mi So (Harmonica Version)
18. Sae Ro Oon Shi Jak (E.Guitar Version)
19. Uh Rin Shi Jul (Guitar Version)

## Bộ phim phát sóng trên quốc gia
| Country     | Network(s)      |
| ----------- | --------------- |
| Việt Nam    | VTV1 (3/5/2003) |
| Thái Lan    | Channel 3       |
| Philippines | GMA 7           |